# Kevin Berry
Kevin John Berry (Sydney, 10 april 1945 - Sydney, 7 december 2006) was een Australisch zwemmer.

## Biografie
Op de Olympische Zomerspelen 1960 eindigde hij als zesde op de 200m vlinderslag en zwom in de series van de 4x100m wisselslag, omdat hij niet zwom in de finale ontving Berry geen medaille.
Berry won tijdens de British Empire and Commonwealth Games 1962 3 gouden medailles.
Tijdens de Olympische Zomerspelen van 1964 won Berry de gouden medaille op 200 meter vlinderslag en de bronzen medaille op,de 4x100m vrije slag.
Na zijn zwemcarrière werd Berry fotograaf. Hij was als sporthistoricus lid van International Society of Olympic Historians. Berry schreef een boek getiteld 2000 Things You Didn’t Know About The Olympic Games.

## Internationale toernooien
| Jaar | Olympische Spelen                        | Gemenebestspelen                                        |
| ---- | ---------------------------------------- | ------------------------------------------------------- |
| 1960 | 6e 200m vlinderslag 2e 4x100m wisselslag |                                                         |
| 1962 |                                          | 110y vlinderslag · 220y vlinderslag · 4x110y wisselslag |
| 1964 | 200m vlinderslag · 4x100m wisselslag     |                                                         |

1956: Bill Yorzyk ·
1960: Mike Troy ·
1964: Kevin Berry ·
1968: Carl Robie ·
1972: Mark Spitz ·
1976: Mike Bruner ·
1980: Sergej Fesenko ·
1984: Jon Sieben ·
1988: Michael Groß ·
1992: Melvin Stewart ·
1996: Denis Pankratov ·
2000: Tom Malchow ·
2004: Michael Phelps ·
2008: Michael Phelps ·
2012: Chad le Clos ·
2016: Michael Phelps ·
2020: Kristóf Milák ·
2024: Léon Marchand
- International Standard Name Identifier: 0000 0000 5044 4874
- Library of Congress Control Number: n2004088813
- Trove: 1541246
- Virtual International Authority File: 6788921
- WorldCat: E39PBJpPHM6VQVrKFF8JwP6Myd